# Trochomorpha melvillensis
Trochomorpha melvillensis е вид коремоного от семейство Trochomorphidae.

## Разпространение
Видът е разпространен в Австралия.